# روابط ایران و کره شمالی در جنگ ایران و عراق
در طول جنگ ایران و عراق، کره شمالی عمده‌ترین فروشنده سلاح و تجهیزات نظامی به ایران بوده است.
ایران در طول جنگ ایران و عراق چندین فروند جنگنده چینی را از طریق کره شمالی خریداری نمود.
در طول جنگ شهرها ایران با خرید موشکهای اسکاد از کره شمالی، عراق را وادار به متوقف کردن حملاتش به شهرهای ایران نمود. در سال ۱۹۸۳ ۳۰۰ مستشار کره‌ای به ایرانیان آموزش استفاده از تجهیزات نظامی ساخت شوروی را دادند.